# Potamites montanicola
Espèce
Potamites montanicola est une espèce de sauriens de la famille des Gymnophthalmidae.

## Répartition

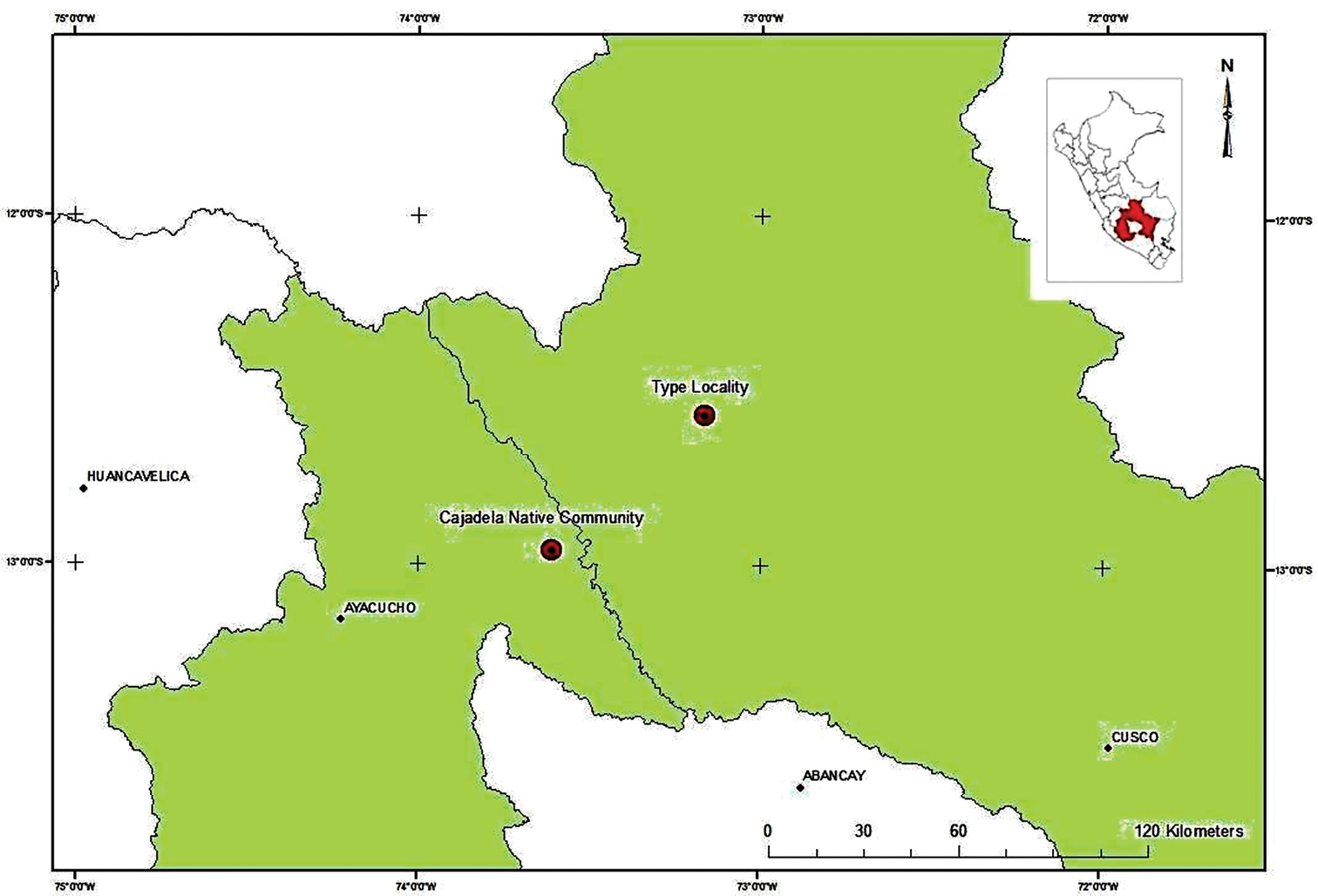
distribution

Cette espèce est endémique du Pérou. Elle a été découverte à Alto Shimá à 1 577 m d'altitude dans la province de La Convención dans la région de Cuzco et observée à Cajadela à 2 098 m d'altitude dans la province de La Mar dans la région d'Ayacucho.

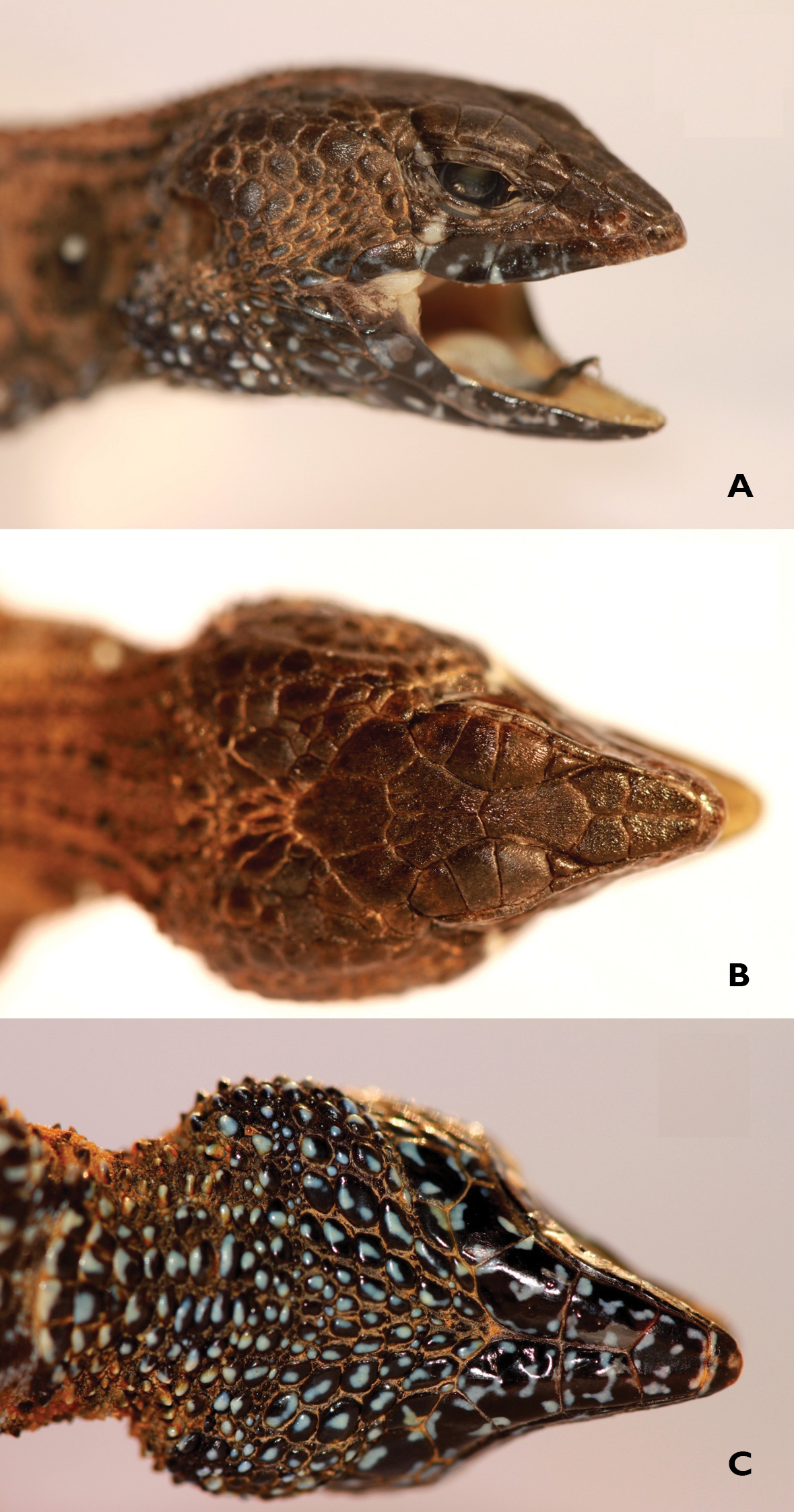
Potamites montanicola tête

## Publication originale
- Chávez & Vásquez, 2012 : A new species of Andean semiaquatic lizard of the genus Potamites (Sauria, Gymnophtalmidae) from southern Peru. ZooKeys, no 168, p. 31–43 (texte intégral).